# 香港小特首
 香港
香港小特首（英文縮稱：JCE，全名為Junior Chief Executives）由香港小童群益會主辦。首屆香港小特首於2001年就職。

## 理念
「香港小特首」的中心理念是「兒童權利」以及「兒童參與」。
要建設兒童友好的居住環境，必須考慮兒童的意見和意願。兒童也是社會大眾之中的一群，他們的想法應該受到尊重及考慮。透過各種活動為他們提供發表意見和參與社區事務的平台，提升高小及初中學生對社會事務的參與，亦能鼓勵兒童及青少年發聲，並藉此提醒社會大眾對「兒童權利」及「兒童參與」之關注。

## 歷屆成果

### 第一屆（2001年至2003年）
2001年就職，他們在2001年10月到廣州與廣州小市長進行會談，獲當時任職廣州市長張廣寧先生接見。

### 第二屆（2003年至2005年）
於2003年就職，他們曾進行「與廣州小市長在立法會進行辯論會」、「與前衞生署署長陳馮富珍女士進行真情對話」、舉辦「2003年及2004年兒童十大新聞選舉」、發表「2003年及2004年小小施政報告」等活動。卸任前成立「香港小特首基金」，資助國內貧童的教育需要。

### 第三屆（2005年至2007年）
於2005年就職，他們曾經舉辦多項活動包括發表「十大施政綱領」、「到廣州與廣州市少年宮交流，聯合進行兩地兒童公民素質調查」、「小特首評大特首選舉論壇」及「立法激辯為兒童——論應否立法禁止體罰」等。

### 第四屆（2007年至2009年）
於2007年11月正式就職，任期兩年。他們曾籌備並參與的大型活動包括「童心新聞眼——十大新聞選舉2007及2008」、發表《2008小小施政報告》、「廣州文化保育交流」、「與香港教育學院準教師交流」、「與大法官對話」、「香港律師會法律週2008」、「兒童權利論壇」、「電子教學探討」及「接受多個電台及電視台訪問」等等。

### 第五屆（2009年至2012年）
於2009年12月正式就職，任期兩年。他們曾籌備並參與的大型活動包括「2010最觸動兒童事件選舉」、發表2010及2011之《小小施政報告》、參與「台灣環保交流活動」、「青年高峰會議」、「兒童權利論壇」、及接受商業電台、香港電台及無線電視、亞洲電視、有線電視等多個電視台、報章訪問等。小特首在各項活動中經常與社會知名人士交流意見及心得。

#### 重大事件
- 2010年9月19日：發佈首份《小小施政報告》，以「推行環保」為題。
- 2010年12月31日：發佈《2010最觸動兒童事件選舉報告書》，由香港兒童及青少年在10個類別中，選出同年10件最觸動的全球新聞。[1]
- 2011年10月9日：發佈任內最後一份《小小施政報告》，以「『童』創綠色和諧新香港」為題。
- 2011年12月30日：香港小童群益會、少年財政司及第五屆香港小特首主辦，未雨行動及香港保險業聯會協辦：「童想新香港」論壇。[2][3][4][5]

### 第六屆（2012年至2013年）
於2012年1月15日宣誓，共32位第六屆香港小特首正式就職。 他們曾籌備及參與的活動包括：「童想新香港─給特首一點建議攝影比賽」、「發表2012及2013小小施政報告」、「2012童看快樂校園」、「參加台灣交流活動」、「參加城市論壇」、「參加兒童權利論壇」等，並曾接受多個電台及電視台訪問；並於2014年元旦日與特首梁振英先生會面。

#### 重大事件
- 2012年10月6日：發佈任內首份《小小施政報告》，以「快樂、安全、共融校園」為題。[7]
- 2013年7月16日至19日：前往台灣進行交流，並體驗「童玩節」，感受台灣兒童一年一度的盛事。
- 2013年12月：發佈「跨世代Happy Child － 口述童年小故事」，訪問了34位不同年代出生的朋友，分享如何渡過童年生活，從而讓小特首至讀者一同反思何謂「快樂童年」。
- 2013年12月28日：進行「小小施政報告發佈會」，同日發佈「2013小小施政報告」，主題為「童創快樂童年：從兒童『精神健康』、『家庭健康』、『醫療體系』及『遊戲權』看快樂童年」。

### 第七屆（2014年至2015年）
於2014年1月正式就職，任期兩年。他們曾發表2014「小小施政報告」，並舉辦「台灣交流活動」、「韓國交流活動」、出席「城市論壇」、「立法會教育事務委員會公聽會及支持爭取十五年免費教育」、「兒童高峰會2014」及「教育改革分享論壇」等等，並接受多間本地媒體訪問。

#### 重大事件
- 2014年4月22日至25日：前往台灣進行交流。
- 2014年12月28日：發佈任內首份《小小施政報告》，以「我有我的起跑線」為主題，透過「學習模式」、「課後學習」、「特殊學習需要」及「興趣啟迪」四個副題，探討香港兒童的學習情況。[8] [9] [10]

### 第八屆（2016年至2017年）
於3月29日至4月2日前往台灣交流
於2016年7月6日與特首梁振英先生會面。
於2017年12月3日發佈任內首份《小小施政報告》，以「重塑童年路」為主題，透過「採討小學全日制」、「考試與快樂學習」、「香港青少年睡眠質素」及「青少年自殺問題」等四個範疇，希望社會能協助重塑快樂童年。

## 出版物列表
自2003年起，每屆香港小特首均定期向傳媒發佈出版物或施政報告。以下列出自第四屆起歷屆發佈的出版物。
| 屆別  | 出版物                                        | 標題 | 出版日期       | 連結 |
| ----- | --------------------------------------------- | --- | -------------- | --- |
| 第4屆 | 《十大新聞選舉2007》                          | | 2008年1月6日   | 全文 （页面存档备份，存于） |
| 第4屆 | 《小小施政報告2008》                          | 促進兒童友好 社會和諧進步 | 2008年10月5日  | 全文 （页面存档备份，存于） |
| 第4屆 | 《十大新聞選舉2008》                          | | 2009年1月4日   | 全文 （页面存档备份，存于） |
| 第4屆 | 《小小施政報告2009》                          | 電子教學探討 | 2009年         | 全文 （页面存档备份，存于） |
| 第5屆 | 《小小施政報告2010》                          | 推行環保 為我們的下一代建設美好將來 | 2010年9月19日  | 全文 （页面存档备份，存于） |
| 第5屆 | 《童心新聞眼── 2010最觸動兒童事件選舉報告書》 | | 2010年12月31日 | 全文 （页面存档备份，存于） |
| 第5屆 | 《小小施政報告2011》                          | 「童」創綠色和諧新香港 讓香港成為一個兒童友好及環保的城市                                                                                              | 2011年10月9日  | 全文 （页面存档备份，存于） |
| 第6屆 | 《2012小小施政報告》                          | 「童」創「快樂」、「安全」、「共融」校園 為香港新一代加油 讓校園成為一個兒童友好的地方                                                                 | 2012年9月      | 頁 1-13 （页面存档备份，存于） 頁 14-28 （页面存档备份，存于） 頁 29-43 （页面存档备份，存于） 頁 44-60 （页面存档备份，存于） |
| 第6屆 | 《第六屆香港小特首號外》                      | 「童」創「快樂」、「安全」、「共融」校園 | 2013年1月20日  | 版面 1 （页面存档备份，存于） 版面 2 （页面存档备份，存于）                                                                    |
| 第6屆 | 《2013小小施政報告》                          | 「童」創快樂童年－－從兒童「精神健康」、「家庭健康」、「醫療體系」及「遊戲權」看快樂童年                                                               | 2013年12月28日 | |
| 第6屆 | 《跨世代 HAPPY CHILD》                        | 口述童年小故事 | 2013年12月28日 | |
| 第7屆 | 《小小施政報告2014》                          | 我有我的起跑線－－香港兒童的學習情況 | 2014年12月28日 | 頁 1-6 （页面存档备份，存于） 第一站 （页面存档备份，存于） 第二站 第三站 第四站 頁 37-43                                      |
| 第8屆 | 《童玩遊戲論兒權》圖文集                      | | 2016年11月     | |
| 第8屆 | 《小小施政報告2017》                          | 以「重塑童年路」為主題，透過「採討小學全日制」、「考試與快樂學習」、「香港青少年睡眠質素」及「青少年自殺問題」等四個範疇，希望社會能協助重塑快樂童年。 | 2017年12月3日  | 全文 （页面存档备份，存于） |

## 外部連結
- 香港小特首官方網站：http://juniorce.bgca.org.hk/ （页面存档备份，存于）
- 香港小特首 Facebook 專頁: http://www.facebook.com/hkjce （页面存档备份，存于）
- 小小施政報告 （页面存档备份，存于）